# Haus Hirschfeld
Das Haus Hirschfeld steht in Bremen - Mitte, Osterdeich Nr. 17 am Punkendeich bzw. Deichstraße. Es wurde 1899 gebaut.
Es wurde 1992 als Bremer Kulturdenkmal unter Denkmalschutz gestellt.

## Geschichte
In der Bauepoche des Historismus wurde 1899 die Villa Hirschfeld als dreigeschossiges, verputztes Wohnhaus mit einem achtseitigen Wohnturm mit einer Laterne als Turmspitze, dem Sockelgeschoss und dem neobarocken Zwerchgiebel nach Plänen der Architekten Eduard Gildemeister und Wilhelm Sunkel für den Tabakkaufmann Heinrich Gerhard Richard Hirschfeld gebaut. Hirschfeld besaß ab 1903 auch das Gut Knoop, westlich von Kiel-Holtenau. Im Inneren befindet sich ein großzügiges Treppenhaus mit einer Galerie. Carl Eeg plante 1903 den Ausbau des Wohnturms.
1907 verkaufte Hirschfeld das Haus an Adalbert Oskar Korff, Teilhaber der Firma C. Melchers, die im Ostasienhandel tätig war. Deshalb erhielt die Verglasung des Oberlichtes über dem Eingang das chinesische Schriftzeichen, das den Namen „Korff“ in chinesischer Umschreibung Ko-U-Fu wiedergibt, als Zeichen für „tausendfältiges Glück“. Einige Räume wurden nun nach den Entwürfen von Rudolf Alexander Schröder gestaltet.
1943 erwarb die Baumwollfirma Albrecht, Müller-Pearse das Gebäude zur Büronutzung. 1945 wurde das Haus von der US-Besatzung requiriert und der Israelitischen Gemeinde Bremen als Synagoge und Gemeindehaus zur Verfügung gestellt.
1952 erwarb die Stadt Bremen das Haus. 1953 zog die Musikschule Bremen ein, der spätere Bürgermeister Henning Scherf hatte dort acht Jahre Klavierunterricht. Ab 1993 war es etwa zehn Jahre lang Sitz des Oberverwaltungsgerichts. 2004 stand es zum Verkauf.
Heute (2018) ist es ein Geschäftshaus für verschiedene Dienstleister.